# آنتونی کاف
آنتونی کاف (انگلیسی: Anthony Calf؛ زادهٔ ۴ مهٔ ۱۹۵۹) یک هنرپیشه اهل بریتانیا است.

## فیلم‌شناسی
- خیلی باحال (۲۰۰۴)
- زن شمالی (۱۹۹۷)
- آنا کارنینا (۱۹۹۷)
- جنون شاه جرج (۱۹۹۴)
- آرزوهای بزرگ (۱۹۸۹)
- بلوز آکسفورد (۱۹۸۴)

### تلویزیون
- ترفندهای نو (۲۰۱۵-۲۰۰۵)
- دراکولا (۲۰۱۳)
- پوآرو (۱۹۹۰)
- دکتر مارتین (۲۰۰۹)
- شهر هالبی (۲۰۰۶-۲۰۰۵)
- غرور و تعصب (۱۹۹۵)
- آرزوهای بزرگ (۱۹۸۹)
- خانواده من و بقیه حیوانات (۱۹۸۷)
- خانواده دراماند (۱۹۸۷-۱۹۸۵)
- بو ژست (۱۹۸۲)
- دکتر هو - اپیزود دیدار (۱۹۸۲)